# Musepack
Musepack（早前称作MPEGplus、MPEG+或MP+）是一种基于MP2算法的有损压缩音频格式。它的编码方式着重听觉上的穿透感，在160kbit/s或以上的表现尤为出色。
Musepack最初由Andree Buschmann提出和开发，其后经Frank Klemm接手，如今在Frank Klemm的帮助下由Musepack开发团队（Musepack Development Team，MDT）维护。在微軟視窗、Linux和Mac OS X等平臺上，在Musepack的官方網站上，除了有Musepack的編碼器和解碼器，還有為數款媒體播放器專用的第三方插件，均以LGPL或BSD許可證发布。

## 技術明細
Musepack由MP2算法發展而來，它的主要特點包括：
- 選擇性子帶（subband）M/S編碼（如AAC）
- 比起MP3／AAC更為高效的哈夫曼编码
- 噪音替換技術（如ATSC A-52和MPEG-4 AAC V2）
- 3kbit/s到1300kbit/s的純變碼率編碼

Musepack采用APEv2標簽。
儘管Musepack對聽覺上穿透感的優化預設在175-185kbit/s的編碼率內，許多的測試表明，Musepack在預設和較低（比如128kbit/s）的編碼率上，均有非常出色的表現。

## 外部連結
- 官方網站（页面存档备份，存于）

1. ↑  . wiki.hydrogenaud.io.   [2023-05-11]. （原始内容存档于2023-05-11）.